# 쩡야니
쩡야니(중국어: 曾雅妮, 병음: Zēng Yǎní, 1989년 1월 23일 ~ )는 대만의 골프 선수다.

## 수상
- 미국 타임지 세계에서 가장 영향력 있는 100인 (2012)
- TLPGA 스윙잉 스커츠 인비테이셔널 골프대회 우승 (2011)
- LET 투어 쑤저우 타이후 레이디스오픈 우승 (2011)
- LPGA 올해의 선수상 (2010, 2011)
- 미국골프기자협회 올해의 선수 (2010)
- LPGA 신인왕 (2008)
- 미국여자아마추어골프선수권대회 2위 (2005)
- 미국여자아마추어골프선수권대회 우승 (2005)
- US여자아마추어퍼블릭링크스대회 우승 (2004)
- 캘러웨이주니어골프선수권대회 2위 (2004)
- 캘러웨이주니어골프선수권대회 우승 (2003)